# Victor Lafay
Victor Lafay (Lione, 17 gennaio 1996) è un ciclista su strada francese che corre per la Decathlon AG2R La Mondiale Team; professionista dall'agosto 2018, ha vinto una tappa al Giro d'Italia 2021 e una al  Tour de France 2023.

## Palmarès
- 2014 (Juniores)

2ª tappa Tour du Valromey (Dortan > Injoux-Génissiat)
3ª tappa Tour du Valromey (Motz > Sutrieu)
Classifica generale Tour du Valromey
- 2016 (Chambéry Cyclisme Formation)

8ª tappa Tour de Nouvelle-Calédonie (La Foa > Tontouta)
- 2017 (Bourg-en-Bresse Ain Cyclisme)

Campionati francesi, Prova in linea Under-23
1ª tappa, 1ª semitappa Tour de Nouvelle-Calédonie (Saint-Joseph > Saint-Joseph)
8ª tappa Tour de Nouvelle-Calédonie (La Foa > Thio)
- 2018 (Bourg-en-Bresse Ain Cyclisme)

2ª tappa Tour de Savoie Mont-Blanc (Modane > Valloire)
- 2021 (Cofidis, una vittoria)

8ª tappa Giro d'Italia (Foggia > Guardia Sanframondi)
- 2022 (Cofidis, una vittoria)

3ª tappa Arctic Race of Norway (Namsos > Skallstuggu)
- 2023 (Cofidis, due vittorie)

Classic Grand Besançon Doubs
2ª tappa Tour de France (Vitoria-Gasteiz > San Sebastián)

### Altri successi
- 2021 (Cofidis)

Classifica giovani Volta a la Comunitat Valenciana
Classifica giovani Arctic Race of Norway

## Piazzamenti

### Grandi Giri
- Giro d'Italia

2021: non partito (19ª tappa)
- Tour de France

2022: ritirato (13ª tappa)
2023: ritirato (20ª tappa)
- Vuelta a España

2020: 80º
2024: 109º

### Classiche monumento
- Milano-Sanremo

2025: 34º
- Liegi-Bastogne-Liegi

2020: 112º
2022: ritirato
2023: 32º
- Giro di Lombardia

2021: ritirato
2023: ritirato

### Competizioni mondiali
- Campionati del mondo

Innsbruck 2018 - In linea Under-23: ritirato

### Competizioni europee
- Campionati europei

Zlín 2018 - In linea Under-23: 2º